# 亞歷山大·哈默
亞歷山大·哈默（法語：Alexandre Hammer，1996年5月26日—），法國男子羽毛球運動員。

## 簡歷
2014年8月，亞歷山大·哈默出戰保加利亞羽毛球公開賽男子雙打以及混合雙打項目，亞歷山大·哈默與罗南·格甘合作並在決賽以0-3的成績（10-11、10-11、9-11）不敵隊友小托馬·波波夫/托馬斯·瓦茲，屈居亞軍。在混合雙打項目中，亞歷山大·哈默與Joanna Chaube合作並在決賽中以3-1的成績（7-11、11-8、11-10、11-9）擊敗了頭號種子斯蒂利安·马卡尔斯基/Celine Tripet組合，奪得個人生涯中首個國際賽冠軍。

## 主要比賽成績
只列出曾進入準決賽的國際賽事成績：
| 年份   | 賽事                 | 公開賽級別 | 項目     | 拍檔          | 成績 |
| ------ | -------------------- | ---------- | -------- | ------------- | ---- |
| 2014年 | 保加利亞羽毛球公開賽 | 國際系列賽 | 男子雙打 | 罗南·格甘     | 亞軍 |
| 2014年 | 保加利亞羽毛球公開賽 | 國際系列賽 | 混合雙打 | Joanna Chaube | 冠軍 |
| 2015年 | 歐洲青年羽毛球錦標賽 | 其他       | 混合團體 | -             | 季軍 |
| 2015年 | 歐洲青年羽毛球錦標賽 | 其他       | 混合雙打 | 安妮·特兰     | 季軍 |

| 2007-2017年 | 首要超級賽 | 超級賽 | 黃金大獎賽 | 大獎賽 | 國際挑戰賽 | 國際系列賽 | 未來系列賽 | 其他 |

| 2018-2026年 | 總決賽 | 超級1000賽 | 超級750賽 | 超級500賽 | 超級300賽 | 超級100賽 | 國際挑戰賽 | 國際系列賽 | 未來系列賽 | 其他 |